# Middelpunt (meetkunde)

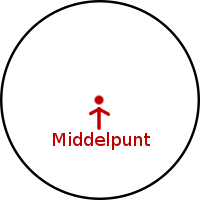
Het middelpunt van een cirkel

Concentrische cirkels rond het middelpunt (de roos) van een schietschijf

Het middelpunt van een cirkel of bol is het punt dat tot alle punten op de omtrek c.q. op het boloppervlak dezelfde afstand heeft.
Twee (of meer) cirkels of twee (of meer) bollen met hetzelfde middelpunt heten concentrisch.
Bij het construeren van een cirkel met een passer wordt de punt van de passer in het middelpunt geplaatst en wordt de cirkel getekend door het potlood of de tekenpen, bevestigd aan het andere been van de passer.
Het begrip middelpunt is voor sommige deelverzamelingen van de euclidische ruimte niet zinvol eenduidig te definiëren. Dit geldt bijvoorbeeld voor een figuur met translatiesymmetrie. Voor andere figuren (zoal het grondgebied van een land) zijn er verschillende mogelijkheden, bijvoorbeeld het zwaartepunt (als dat bestaat), of bij een niet-lege begrensde verzameling het middelpunt van de kleinste bal waarin de verzameling bevat is.
Voor een tweedimensionale verzameling met rotatiesymmetrie ten opzichte van precies één rotatiepunt kan dat punt als  middelpunt gekozen worden. Dit is bijvoorbeeld toepasbaar voor een ellips en voor een hyperbool (beide takken samen). Als het zwaartepunt bestaat (zoals bij de ellips) komt dit hiermee overeen; als het zwaartepunt niet bestaat en de verzameling niet-begrensd is, is dit soms (zoals bij de hyperbool) een manier om  het middelpunt te definiëren.

## Richting
De radiale richting is de richting vanuit het middelpunt. De loodrechte richtingen worden soms dwars of transversaal genoemd.